# Megalopolis (Grecja)
Megalopolis (gr. Μεγαλόπολη, Megalopoli) – miejscowość w Grecji, w administracji zdecentralizowanej Peloponez, Grecja Zachodnia i Wyspy Jońskie, w regionie Peloponez, w jednostce regionalnej Arkadia. Siedziba gminy Megalopolis. W 2011 roku liczyła 5748 mieszkańców.
Założona około 369 p.n.e. z inicjatywy Epaminondasa dla obrony przed Spartanami. Ojczyste miasto Polibiusza. Najbardziej znanym zabytkiem z tego okresu jest teatr antyczny Megalopolis.
Mieści się tu zakład produkcji energii elektrycznej, o łącznej mocy 850 MW w oparciu o lokalnie eksploatowane złoża węgla brunatnego, z wydobyciem ok. 14 mln ton, przy łącznym greckim wydobyciu tej kopaliny sięgającym 70 mln ton rocznie. Aktualnie trwa też rozbudowa zakładu produkcji energii fotowoltaicznej. Łącznie, w górnictwie i przy produkcji energii, Państwowe Przedsiębiorstwo Energetyczne (Δ.Ε.Η) Megalopolis zatrudnia około 1000 osób.